# Прево, Ипполит

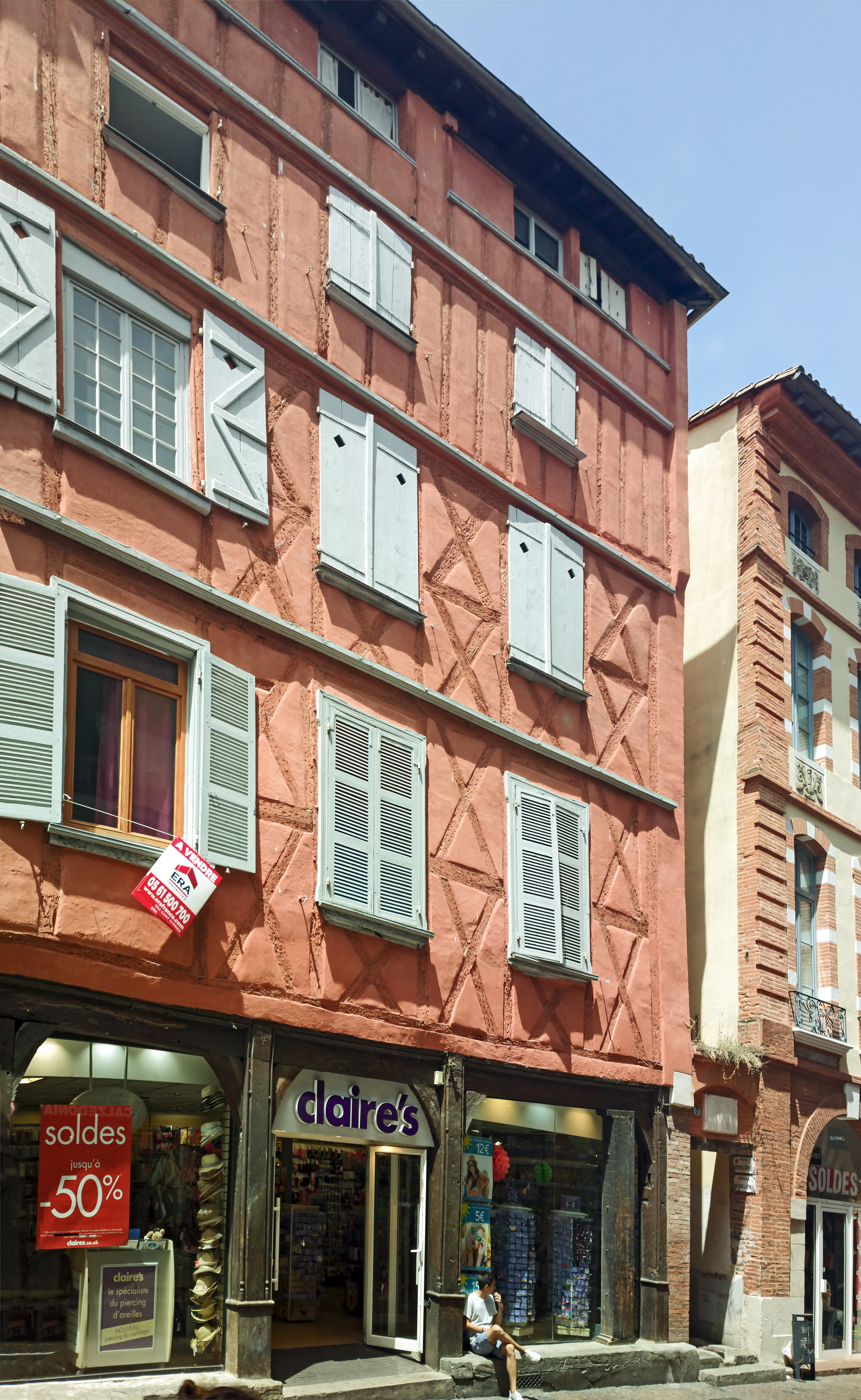
Родной дом в Тулузе.

Ипполит Жан-Мари Прево (фр. Hippolyte Prévost; 1808, Тулуза — 17 февраля 1873, Париж) — французский учёный-стенографист и музыкальный критик, один из фактических создателей стенографии.
С 17-летнего возраста изучал систему стенографии Бертена в Сорбонне. С 1830 года работал секретарём редакций изданий «Le Messager des Chambres» и «Le Moniteur universel», вскоре став там руководителем стенографического процесса и возглавив затем стенографическую службу парламента.
Разработанную им систему стенографии в основном базировал на системе Бертена; первое издание его работы вышло в 1828 году. Несмотря на популярность, он до конца жизни не был удовлетворён результатом своей работы. Одним из учеников был Альбер Делоне, существенно усовершенствовавший его систему. Был также музыкальным критиком в издании «La France», писал под псевдонимом P. Crocius.
Его перу принадлежат работы «Système de sténographie», «Sténographie musicale» и «Nouveau manuel complet de sténographie» (главный его труд), а также автобиография, в которой он писал, что хотел бы создать более совершенную систему стенографии. Седьмое издание его основного труда вышло в 1867 году.

## Источник
- Прево, Жан-Мари // Энциклопедический словарь Брокгауза и Ефрона : в 86 т. (82 т. и 4 доп.). — СПб., 1890—1907.